# Google I/O
Google I/O (o simplemente I/O) es una conferencia anual de desarrolladores realizada por Google en Mountain View, California. 
I/O se inauguró en 2008 y está organizado por el equipo ejecutivo. "I/O" es sinónimo de entrada/salida, así como el lema "Innovation in the Open". El formato del evento es similar al de Google Developer Day. 

## Historia
| Año  | Fecha                                      | Lugar de encuentro                         |
| ---- | ------------------------------------------ | ------------------------------------------ |
| 2008 | 28 y 29 de mayo                            | Centro Moscone                             |
| 2009 | 27 y 28 de mayo                            | Centro Moscone                             |
| 2010 | 19-20 de mayo                              | Centro Moscone                             |
| 2011 | 10-11 de mayo                              | Centro Moscone                             |
| 2012 | 27 y 29 de junio                           | Centro Moscone                             |
| 2013 | 15-17 de mayo                              | Centro Moscone                             |
| 2014 | 25 y 26 de junio                           | Centro Moscone                             |
| 2015 | 28 y 29 de mayo                            | Centro Moscone                             |
| 2016 | 17-19 de mayo                              | Anfiteatro de la costa                     |
| 2017 | 17-19 de mayo                              | Anfiteatro de la costa                     |
| 2018 | 8-10 de mayo                               | Anfiteatro de la costa                     |
| 2019 | 7–9 de mayo                                | Anfiteatro de la costa                     |
| 2020 | Cancelado debido a la pandemia de COVID-19 | Cancelado debido a la pandemia de COVID-19 |
| 2021 | 18-20 de mayo                              | En línea                                   |
| 2022 | 11-12 de mayo                              | Anfiteatro de la costa                     |

## Anuncios y eventos destacados

### 2008
Los temas principales incluyen: 
- Android
- App Engine
- Biónic
- API de Maps
- OpenSocial
- Google Web Toolkit

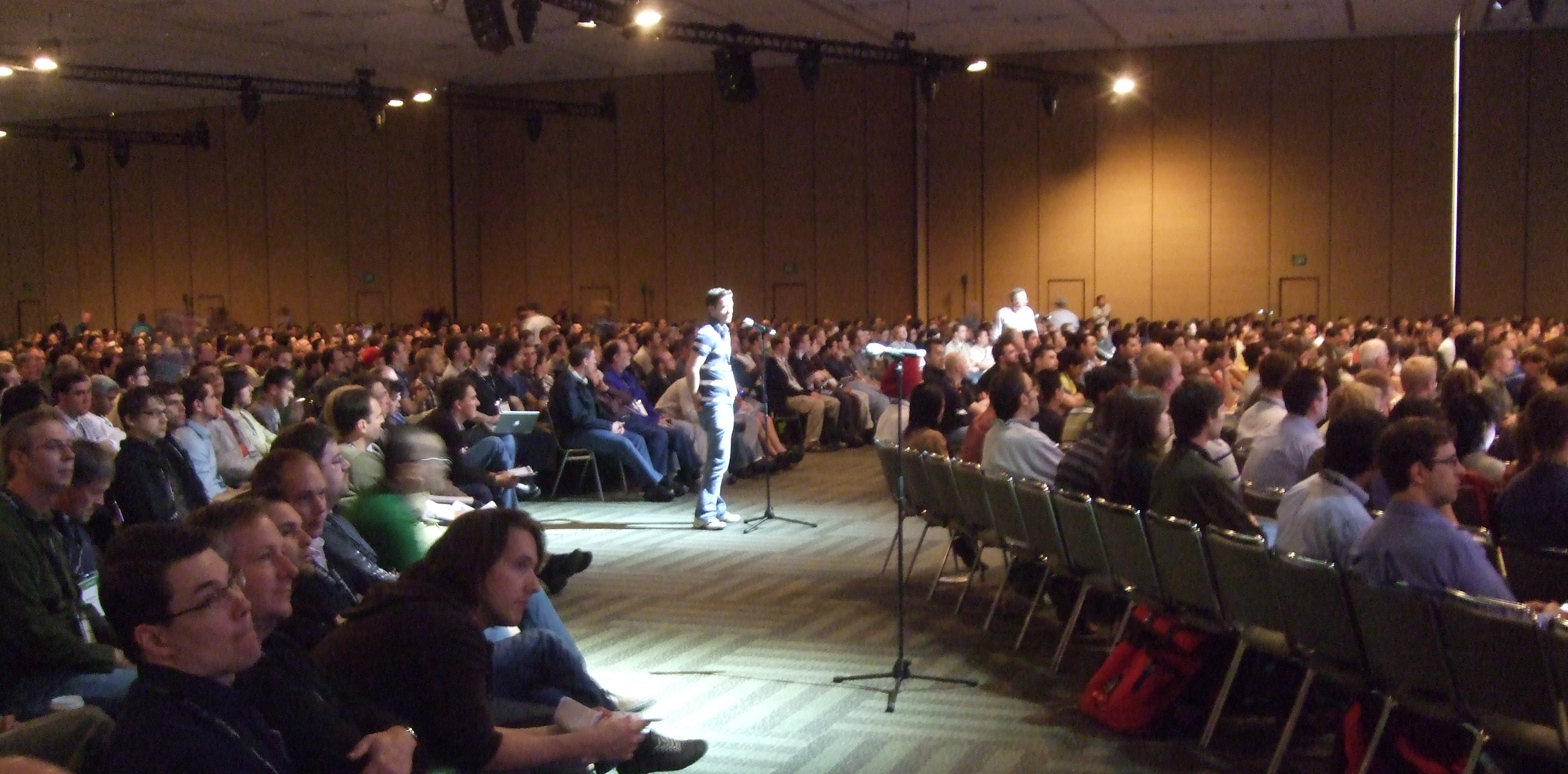
Google I/O 2008

Los oradores incluyeron a Marissa Mayer, David Glazer, Alex Martelli, Steve Souders, Dion Almaer, Mark Lucovsky, Guido van Rossum, Jeff Dean, Chris DiBona, Josh Bloch, Raffaello D'Andrea, Geoff Stearns.

### 2009
Los temas principales incluyen: 
- API AJAX
- Android
- App Engine
- Chrome
- OpenSocial
- Wave
- Web Toolkit

Los oradores incluyeron a Aaron Boodman, Adam Feldman, Adam Schuck, Alex Moffat, Alon Levi, Andrew Bowers, Andrew Hatton, Anil Sabharwal, Arne Roonman-Kurrik, Ben Collins-Sussman, Jacob Lee, Jeff Fisher, Jeff Ragusa, Jeff Sharkey, Jeffrey Sambells, Jerome Mouton y Jesse Kocher.
Los asistentes recibieron un HTC Magic.[cita requerida]

### 2010
Los temas principales incluyen: 
- APIs
- Android
- App Engine
- Chrome
- G Suite
- Geo
- OpenSocial
- Web social
- Google TV
- Wave

Los oradores incluyeron a Aaron Koblin, Aaron Koblin, Adam Graff, Adam Nash, Adam Powell, Adam Schuck, Alan Green, Albert Cheng, Albert Wenger, Alex Russell, Alfred Fuller, Amit Agarwal, Amit Kulkarni, Amit Manjhi, Amit Weinstein, Andres Sandholm, Angus Logan, Arne Roonmann-Kurrik, Bart Locanthi, Ben Appleton, Ben Chang, Ben Collins-Sussman.
Los asistentes recibieron un HTC Evo 4G en el evento. Antes del evento, los asistentes de EE. UU. Recibieron un Motorola Droid, mientras que los que no asistieron a EE. UU. Recibieron un Nexus One. 

### 2011
Los temas principales incluyen:
- Android
  - Google Play Música[13]
  - Google Play Películas
  - Honeycomb (3.1)
  - Ice Cream Sandwich

- Chrome y Chrome OS
  - Chromebooks de Acer y Samsung
  - Angry Birds para Chrome
  - Compras en la aplicación para Chrome Web Store

Los asistentes recibieron un Samsung Galaxy Tab 10.1, Chromebook serie 5 y un Verizon MiFi. 
La fiesta posterior fue organizada por Jane's Addiction .

### 2012
La conferencia de I/O se extendió del horario habitual de dos días a tres días. No hubo una nota clave en el último día. Los asistentes recibieron Galaxy Nexus, Nexus 7, Nexus Q y Chromebox. La fiesta posterior fue organizada por Paul Oakenfold y Train . 
Los temas principales incluyen:
- Android
  - Imágenes en 3D para la Google Earth
  - Anuncio de 400 millones de usuarios
  - Analítics
  - Google Now
  - Jelly Bean
  - Compras en la aplicación para Wallet
  - Proyecto Butter

- Chrome
  - Anuncio de los 310 millones de usuarios
  - Chrome para Android es anunciado como estable
  - Aplicación para iOS

- Compute Engine
- Docs
  - Edición sin conexión

- Google Drive
  - App para iOS
  - SDK (v.2)

- Google Glass
- Gmail
  - Anuncio de 425 millones de usuarios

- Google+
  - Aplicación y métricas de Hangouts
  - Plataforma para dispositivos móviles con SDK y API

- Maps
  - Modo sin conexión para Android
  - Mapas mejorados en API
  - Datos de tránsito en API

- Nexus
  - 7
  - Q

- YouTube
  - API HD 720p actualizada
  - Mapas de calor y símbolos en API
  - Aplicación de Android actualizada

### 2013
Google I/O 2013 se realizó en el Moscone Center, San Francisco. La cantidad de tiempo para la venta de todos los boletos de US$900 (o US$300 para estudiantes escolares y profesores) fue de 49 minutos, incluso cuando los solicitantes de registro tenían cuentas de Google+ y Wallet por requerimiento. Una flota de dirigibles controlados a distancia transmitió una vista panorámica del evento. Los asistentes recibieron un Chromebook Pixel. La fiesta posterior fue organizada por Billy Idol.
Los temas principales incluyen: 
- Android
  - Anuncio de 900 millones de usuarios
  - Características del Buscador actualizada
  - Android Studio

- App Engine
  - Soporte para PHP

- Google+
  - Rediseño con foto y énfasis en compartir

- Hangouts
  - Plataforma de mensajería instantánea actualizada

- Mapas
  - Rediseño en web y Android

- Google Play
  - Juegos
  - Music All Access
  - Jugar por la educación
  - Samsung Galaxy S4 se venderá
  - Servicios de Google Play actualizados

- Google TV
  - Actualización a Jelly Bean

### 2014
Los temas principales incluyen: 
- Android
  - Android Auto
  - Lollipop
  - Material Design
  - Android One
  - Diapositivas
  - TV
  - Wear OS

- Chromebook
  - Mejoras

- Google Fit

- Gmail
  - API

Los asistentes recibieron un LG G Watch o Samsung Gear Live, Google Cardboard, y se envió un Moto 360 a los asistentes después del evento. 

### 2015
Los temas principales incluyen: 
- Android Marshmallow

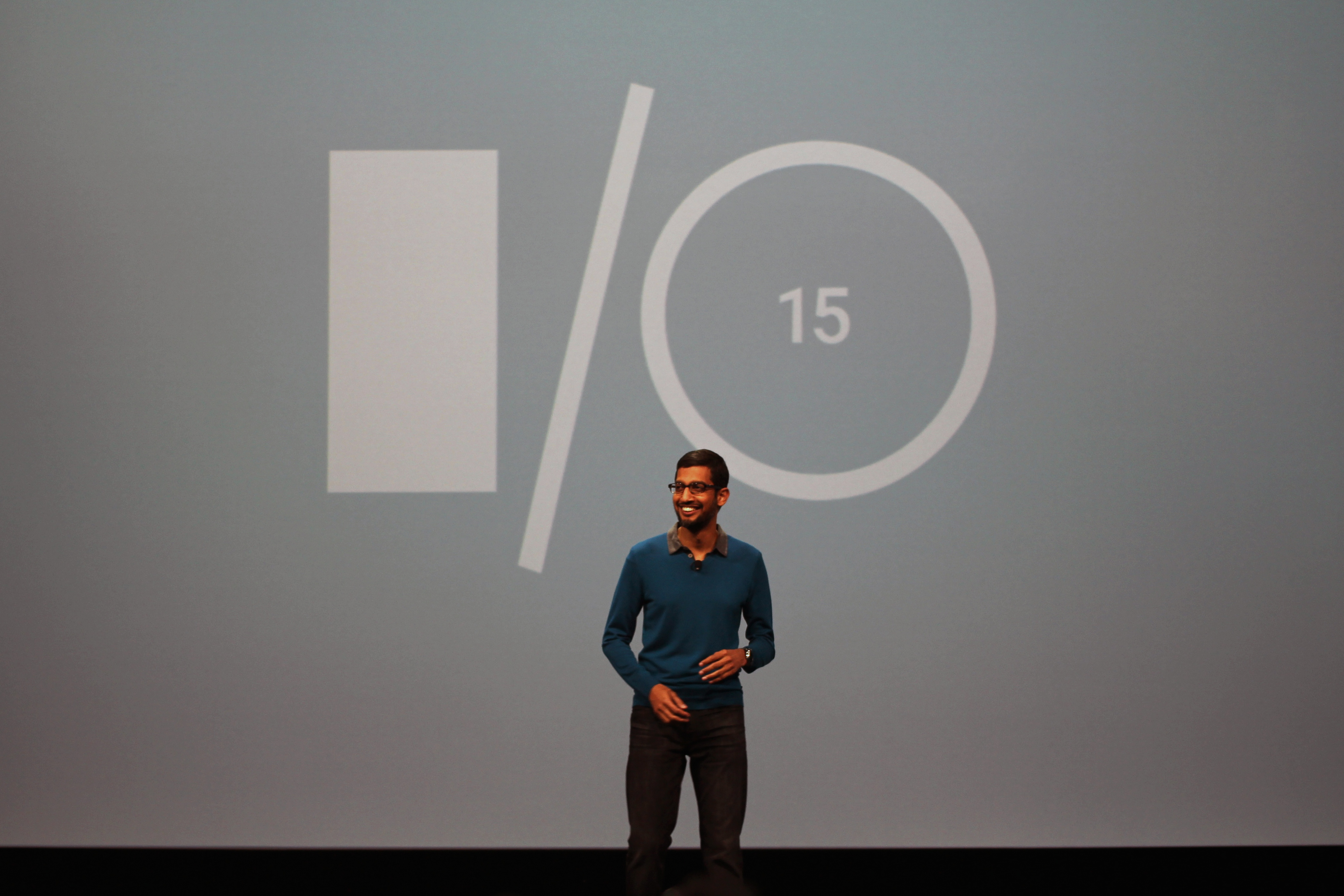
Sundar Pichai en Google I / O 2015

  - Controles de permisos de aplicaciones
  - Reconocimiento nativo de huellas digitales
  - "Descanso profundo", un modo que pone el dispositivo en reposo para ahorrar energía
  - Soporte para USB-C
  - Soporte de aplicaciones deep-linking, que dirige las URL verificadas de la aplicación a la aplicación en Play Store.

- Android Pay

- Android Wear
  - Extensión "siempre activa" para aplicaciones
  - Gestos de muñeca

- Google Chrome

- Pestañas personalizadas en Gmail
  - Disponibilidad de la bandeja de entrada para todos

- Mapas
  - Modo sin conexión

- Nanodegree, un curso de Android sobre Udacity

- Google Now
  - Reducción en el error de voz
  - Mejoras de contexto

- Google Fotos

- Google Play
  - Pestañas "Acerca de" para páginas de desarrollador
  - Listados A / B
  - Experimentos de listado de tiendas
  - Insignia "Family Star"

- Proyecto Brillo, un nuevo sistema operativo para Internet de las cosas basado en Android. 
  - Project Weave, un lenguaje común para que los dispositivos IoT se comuniquen.

Los asistentes recibieron una tableta Nexus 9 y una versión mejorada de Google Cardboard

### 2016
Sundar Pichai trasladó Google I/O al anfiteatro Shoreline en Mountain View, CA por primera vez. Los asistentes recibieron gafas de sol y protector solar debido a las condiciones externas del anfiteatro, sin embargo, muchos asistentes sufrieron quemaduras solares, por lo que las conversaciones fueron relativamente cortas. No hubo sorteo de hardware. 
Los temas principales incluyen:
- Allo
- Android
  - Daydream, el soporte de Android para VR se mostró con Daydream.[24]
  - Instant Apps, una ruta de código que descarga una parte de una aplicación en lugar de acceder a una aplicación web, que permite que los enlaces carguen aplicaciones a pedido sin necesidad de instalación. Esto se mostró con la aplicación B&H.[25]
  - Nougat
  - Wear 2.0
  - Los premios inaugurales de Google Play fueron presentados a las mejores aplicaciones y juegos del año en diez categorías.[26]
- Asistente
- Google Duo
- Firebase, una plataforma de aplicaciones móviles, ahora agrega almacenamiento, informes y análisis.[27]
- Google Home
- Integración de Google Play con Chrome OS

### 2017
Los temas principales incluyen: 
- Android Oreo

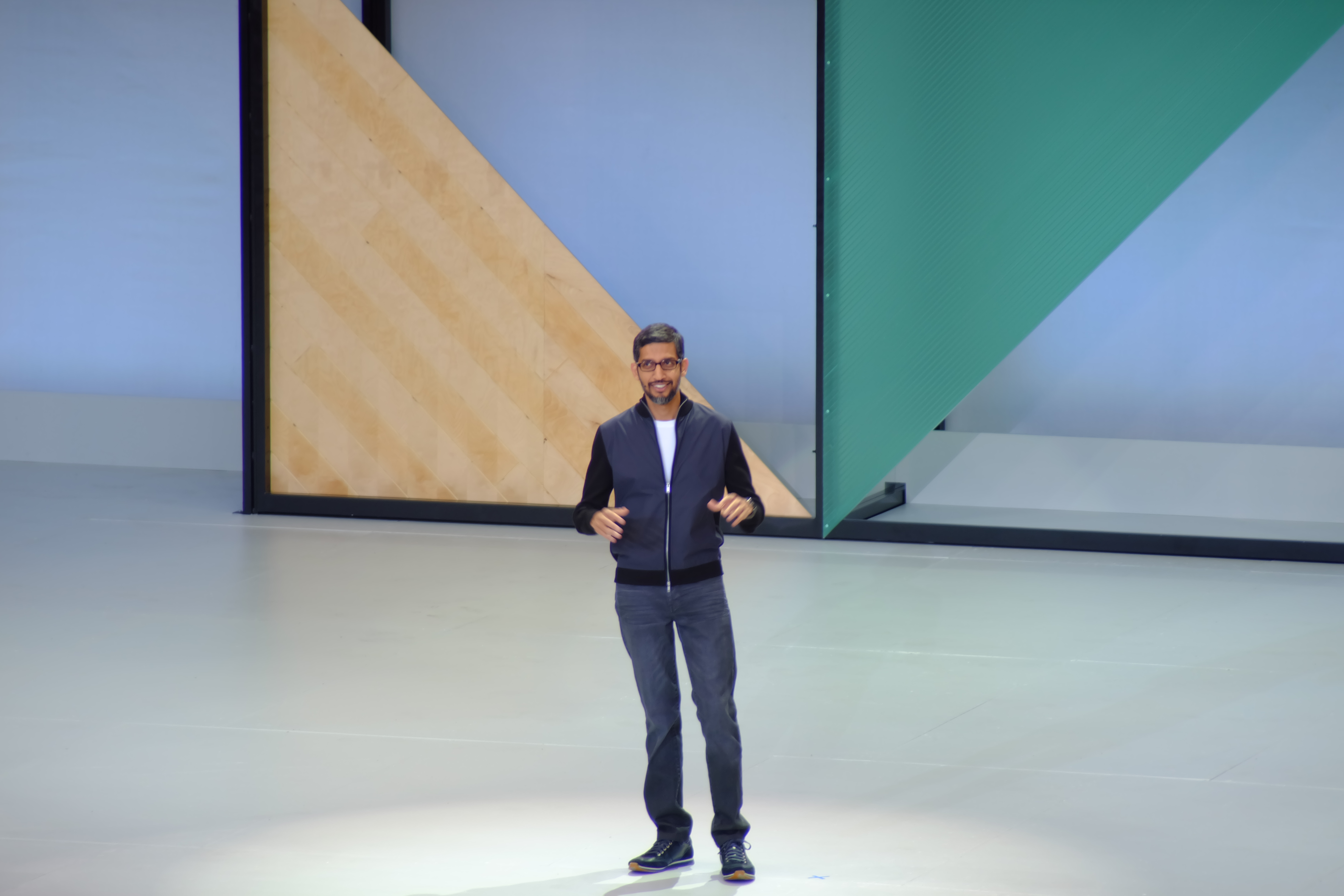
Sundar Pichai en la conferencia magistral de Google I / O 2017

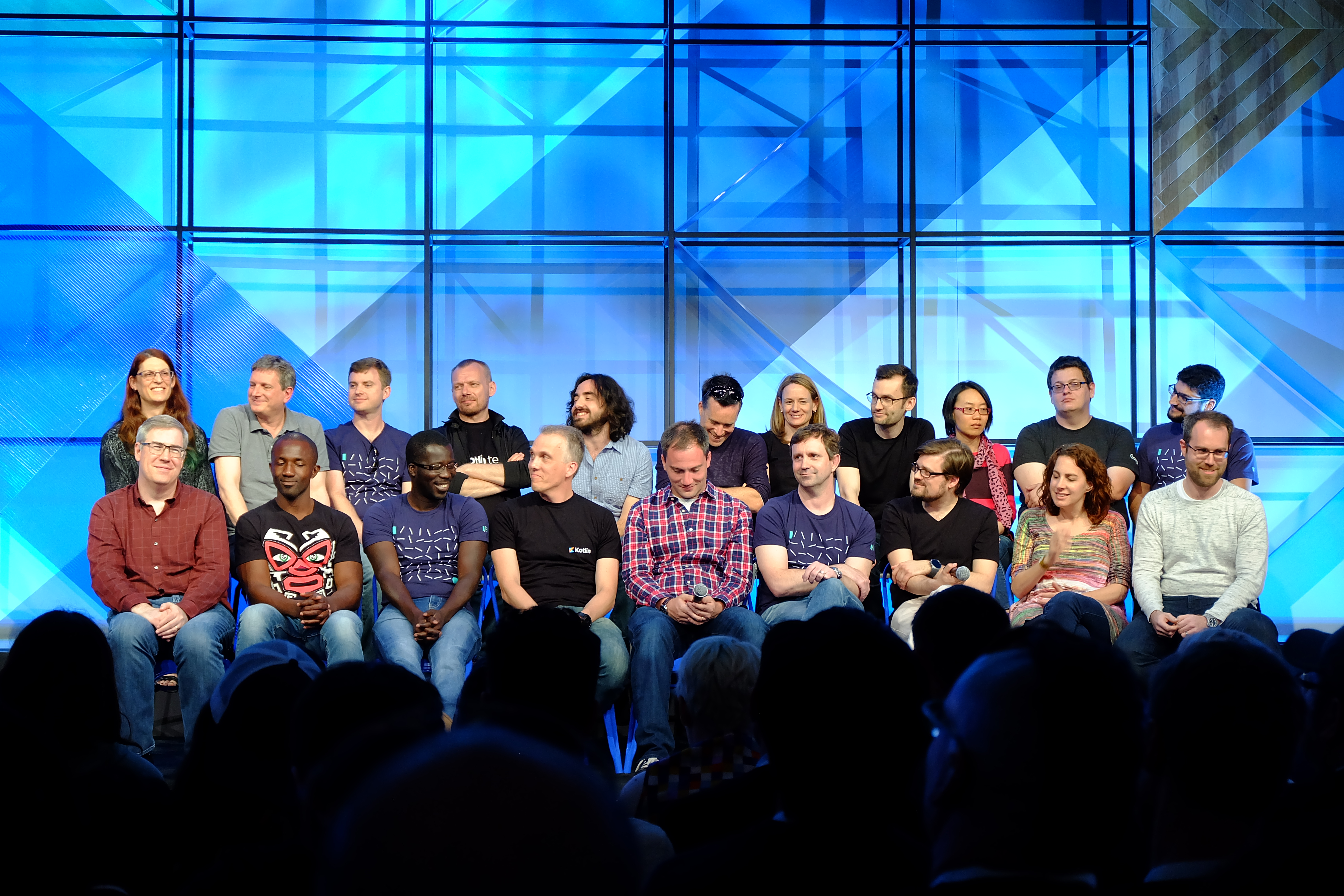
Google I / O 2017 Android Fireside Chat

  - Project Treble, una función de Android Oreo que modulariza el sistema operativo para que los operadores puedan actualizar sus teléfonos inteligentes más fácilmente.[28]

- Flutter, un marco de desarrollo móvil multiplataforma que permite el desarrollo rápido de aplicaciones en iOS y Android.[29]

- Google.ai
  - Google Lens[30]
  - El Asistente de Google se vuelve disponible para dispositivos iOS.[31]
  - El equipo de HTC Vive y Lenovo crearán un nuevo sistema de realidad virtual independiente (incorporado).[32]

Los asistentes recibieron un Google Home y US$700 en créditos de Google Cloud Platform. La fiesta posterior fue alojada por LCD Soundsystem. 

### 2018
Los temas principales incluyen: 
- Android Pie
- Material Design 2.0
- Cambios en Gmail
- Android Wear 3.0
- An Impressive Google Assistant
- Esfuerzos de AR/VR
- Google Home actualizado

Los asistentes recibieron un kit de Android Things y un Google Home Mini. La fiesta posterior fue organizada por Justice con la apertura de Phantogram. 

### 2019
Anuncios principales:
- Android Q
- Pixel 3a y 3a XL
- Flutter en la web
- Google Lens
- Google Firebase
- Instrucciones para caminar con realidad aumentada en Google Maps
- Asistente de Google simplificado y sin conexión
- Modo de conducción de Android
- Kotlin-First Development
- Dispositivos de Google Home renombrados a Nest
- Subtítulos en vivo
- Proyecto Mainline (proceso simplificado de actualización del sistema operativo en Android Queen Cake)
- API web dúplex

La fiesta posterior fue organizada por The Flaming Lips. No hubo sorteo de hardware.  

### 2020
El evento de 2020 estaba originalmente programado para el 12 al 14 de mayo. Debido a la pandemia de coronavirus, el evento se consideró para formatos alternativos y finalmente se canceló.

### 2021
Anuncios principales: 
- Android 12
- Google Cloud
- Flutter
- Google Firebase
- Google Maps
- Asistente de Google
- ARCore
- Google Chrome
- Mejoras en la accesibilidad de todos los productos

### 2022
Los temas principales incluyeron:
- Android 13

- Immersive View
- Search With Scene Exploration
- Privacy Control For Ads
- Matter
- Google Wallet
- Pixel 6a
- Pixel Buds Pro
- Pixel 7 y Pixel 7 Pro
- Pixel Watch
- Pixel tablet